# Playoffs WNBA 2015
Navigation
Playoffs 2014 Playoffs 2016
Les playoffs WNBA 2015 sont les séries éliminatoires (en anglais : playoffs) de la saison WNBA 2015. Cette post-saison s'est terminée avec le Lynx du Minnesota remportant leur troisième championnat.

## Format
Après la saison régulière de la WNBA, quatre équipes de chaque conférence se sont qualifiées pour les séries éliminatoires et sont classées de une à quatre en fonction de leur classement en saison régulière.
Le premier tour des séries éliminatoires, ou demi-finales de conférence, consistait en deux matchs dans chaque conférence en fonction des têtes de série (1-4 et 2-3). Les deux gagnants se sont qualifiés pour le deuxième tour, ou les finales de conférence, avec un match entre les gagnants 1-4 et 2-3. À l'issue des finales de conférence, les gagnants de ces séries se sont qualifiés pour les finales de la WNBA.
Les demi-finales de conférence et les finales de conférence sont chacune des séries au meilleur des trois. Les séries sont jouées dans un format 1-1-1, ce qui signifie que l'équipe avec l'avantage du terrain à domicile (meilleur record) accueille les matchs 1 et 3, tandis que son adversaire accueille le match 2. Les finales de la WNBA sont une série au meilleur des cinq match jouées en un format 2-2-1, ce qui signifie que l'équipe avec l'avantage du terrain à domicile accueille les matchs 1, 2 et 5 tandis que son adversaire organise les matchs 3 et 4.

## Équipes qualifiées
| 1 | Liberty de New York   | 23–11 | 28 août       | 9 septembre |
| 2 | Sky de Chicago        | 21–13 | 29 août       | -           |
| 3 | Fever de l'Indiana    | 20–14 | 1er septembre | -           |
| 4 | Mystics de Washington | 18-16 | 8 septembre   | -           |

| 1 | Lynx du Minnesota     | 22-12 | 11 août     | - |
| 2 | Mercury de Phoenix    | 26–10 | 21 août     | - |
| 3 | Shock de Tulsa        | 25–11 | 30 août     | - |
| 4 | Sparks de Los Angeles | 22–14 | 6 septembre | - |

## Playoffs

### Tableau
|  | Premier tour     | Premier tour          | Premier tour       |                   |                    | Finales de Conférence | Finales de Conférence | Finales de Conférence |  |  | Finales WNBA | Finales WNBA       | Finales WNBA |
|  |                  |                       |                    |                   |                    |                       |                       |                       |  |  |              |                    |              |
|  | E1               | Liberty de New York   | 2                  |                   |                    |                       |                       |                       |  |  |              |                    |              |
|  | E4               | Mystics de Washington | 1                  |                   |                    |                       |                       |                       |  |  |              |                    |              |
|  | E4               | Mystics de Washington | 1                  |                   | E1                 | Liberty de New York   | 1                     |                       |  |  |              |                    |              |
|  | Conférence Est   |                       |                    |                   | E1                 | Liberty de New York   | 1                     |                       |  |  |              |                    |              |
|  |                  | E3                    | Fever de l'Indiana | 2                 |                    |                       |                       |                       |  |  |              |                    |              |
|  | E2               | E3                    | Fever de l'Indiana | 2                 | Sky de Chicago     | 1                     |                       |                       |  |  |              |                    |              |
|  | E2               |                       |                    |                   | Sky de Chicago     | 1                     |                       |                       |  |  |              |                    |              |
|  | E3               | Fever de l'Indiana    | 2                  |                   |                    |                       |                       |                       |  |  |              |                    |              |
|  |                  |                       |                    |                   |                    |                       |                       |                       |  |  | E3           | Fever de l'Indiana | 2            |
|  |                  |                       | W1                 | Lynx du Minnesota | 3                  |                       |                       |                       |  |  |              |                    |              |
|  | W1               | Lynx du Minnesota     | 2                  |                   |                    |                       |                       |                       |  |  |              |                    |              |
|  | W4               | Sparks de Los Angeles | 1                  |                   |                    |                       |                       |                       |  |  |              |                    |              |
|  | W4               | Sparks de Los Angeles | 1                  |                   | W1                 | Lynx du Minnesota     | 2                     |                       |  |  |              |                    |              |
|  | Conférence Ouest |                       |                    |                   | W1                 | Lynx du Minnesota     | 2                     |                       |  |  |              |                    |              |
|  |                  | W2                    | Mercury de Phoenix | 0                 |                    |                       |                       |                       |  |  |              |                    |              |
|  | W2               | W2                    | Mercury de Phoenix | 0                 | Mercury de Phoenix | 2                     |                       |                       |  |  |              |                    |              |
|  | W2               |                       |                    |                   | Mercury de Phoenix | 2                     |                       |                       |  |  |              |                    |              |
|  | W3               | Shock de Tulsa        | 0                  |                   |                    |                       |                       |                       |  |  |              |                    |              |

### Premier tour

#### Liberty de New York vs. Mystics de Washington (2-1)
La première tête de série le Liberty de New York affronte la quatrième tête de série les Mystics de Washington dans la  conférence Est de la WNBA. Les Mystics ont remporté la série en saison régulière 3-1. Le Liberty ont remporter la série tois matchs à un.
Matchs de saison régulière
| 6 juin 2015 | Rapport | Liberty de New York 62, Mystics de Washington 67 | Liberty de New York 62, Mystics de Washington 67 | Liberty de New York 62, Mystics de Washington 67 |  | Capital One Arena |

| 14 juin 2015 | Rapport | Mystics de Washington 74, Liberty de New York 59 | Mystics de Washington 74, Liberty de New York 59 | Mystics de Washington 74, Liberty de New York 59 |  | Madison Square Garden |

| 9 juillet 2015 | Rapport | Liberty de New York 79, Mystics de Washington 76 | Liberty de New York 79, Mystics de Washington 76 | Liberty de New York 79, Mystics de Washington 76 |  | Capital One Arena |

| 11 septembre 2015 | Rapport | Mystics de Washington 82, Liberty de New York 55 | Mystics de Washington 82, Liberty de New York 55 | Mystics de Washington 82, Liberty de New York 55 |  | Madison Square Garden |

Match 1
Le premier affrontement entre le Liberty et les Mystics est extraordinairement disputé avec 23 changements de leader et deux prolongations. La mi-temps est atteinte sur un score de parité à 36. Ivory Latta et Tayler Hill martyrisent la défense new-yorkaise en alignant les paniers à trois points C'est Washington qui l'emporte 86 à 83, mais Tina Charles les contient avec 22 points. Latta arrache la première prolongation, mais Epiphanny Prince réplique pour New York. La Belge Emma Meesseman arrache la seconde prolongation et les Mystics ne laissent cette fois plus échapper le match qu'ils remportent 86 à 83. Tanisha Wright marque un tir primé. Toutefois, Kara Lawson réplique alors que Prince manque ses derniers tirs.
| 18 septembre 2015 19h00 EDT | Rapport | Liberty de New York 83, Mystics de Washington 86 (2 OT)                 | Liberty de New York 83, Mystics de Washington 86 (2 OT) | Liberty de New York 83, Mystics de Washington 86 (2 OT) | OT | Madison Square Garden Affluence : 10 120 Arbitres : Michael Price, Tom Mauer, Cheryl Flores | NBA TV |
| 18 septembre 2015 19h00 EDT | Rapport | Score par quart-temps : 21-14, 15-22, 20-19, 13-14, OT : 7-7 OT2 : 7-10 |                                                         |                                                         | OT | Madison Square Garden Affluence : 10 120 Arbitres : Michael Price, Tom Mauer, Cheryl Flores | NBA TV |
| 18 septembre 2015 19h00 EDT | Rapport | Score par mi-temps : 36-36, 33-33                                       |                                                         |                                                         | OT | Madison Square Garden Affluence : 10 120 Arbitres : Michael Price, Tom Mauer, Cheryl Flores | NBA TV |
| 18 septembre 2015 19h00 EDT | Rapport | Epiphanny Prince (26) Deux joueuses (9) Tina Charles (5)                | Points Rebonds Passes d.                                | Ivory Latta (15) Emma Meesseman (10) Deux joueuses (3)  | OT | Madison Square Garden Affluence : 10 120 Arbitres : Michael Price, Tom Mauer, Cheryl Flores | NBA TV |
| 18 septembre 2015 19h00 EDT | Rapport | Washington méne la série 1 à 0                                          |                                                         |                                                         | OT | Madison Square Garden Affluence : 10 120 Arbitres : Michael Price, Tom Mauer, Cheryl Flores | NBA TV |

Match 2
New York atteint la pause avec sept points d'avances puis étincelle dans le troisième quart-temps, période dans laquelle Tina Charles réussit 17 de ses 22 points (dont un panier à trois points) de la rencontre pour porter l'écart à 18 unités. Le Liberty domine son adversaire 36 points à 10 à l'intérieur et surmonte les six paniers primés de réussis par Tayler Hill. New York gagne ainsi le droit de disputer une rencontre d'appui sur son terrain.
| 20 septembre 2015 13h00 EDT | Rapport | Mystics de Washington 68, Liberty de New York 86           | Mystics de Washington 68, Liberty de New York 86 | Mystics de Washington 68, Liberty de New York 86     |  | Verizon Center Affluence : 6 619 Arbitres : Denise Brooks, Daryl Humphrey, Kurt Walker | ESPN |
| 20 septembre 2015 13h00 EDT | Rapport | Score par quart-temps : 23-15, 21-22, 26-15, 16-16         |                                                  |                                                      |  | Verizon Center Affluence : 6 619 Arbitres : Denise Brooks, Daryl Humphrey, Kurt Walker | ESPN |
| 20 septembre 2015 13h00 EDT | Rapport | Score par mi-temps : 44-37, 42-31                          |                                                  |                                                      |  | Verizon Center Affluence : 6 619 Arbitres : Denise Brooks, Daryl Humphrey, Kurt Walker | ESPN |
| 20 septembre 2015 13h00 EDT | Rapport | Tayler Hill (19) Deux joueuses (5) Tierra Ruffin-Pratt (4) | Points Rebonds Passes d.                         | Tina Charles (22) Kiah Stokes (7) Tanisha Wright (6) |  | Verizon Center Affluence : 6 619 Arbitres : Denise Brooks, Daryl Humphrey, Kurt Walker | ESPN |
| 20 septembre 2015 13h00 EDT | Rapport | Égalité dans la série 1 à 1                                |                                                  |                                                      |  | Verizon Center Affluence : 6 619 Arbitres : Denise Brooks, Daryl Humphrey, Kurt Walker | ESPN |

Match 3
Le match d'appui est disputé devant près de 10 000 personnes, dont la présidente de la WNBA Laurel J. Richie, le commissaire de la NBA Adam Silver et Spike Lee. New York est privé de Carolyn Swords blessée lors de la seconde manche, où elle avait marqué 18 points, mais parvient néanmoins à l'emporter 79 à 74 et se qualifier pour les finales de conférence pour la première fois depuis cinq ans. Tina Charles en difficulté (11 de ses 16 premiers tirs ne trouvent pas la cible) et Epiphanny Prince manquant 10 de ses 11 premiers tirs, Sugar Rodgers, Kiah Stokes et Candice Wiggins surgissent du banc pour permettre au Liberty de l'emporter largement dans le deuxième quart-temps. Mais les Mystics inscrivent 14 des 16 premiers points du troisième quart-temps pour repasser en tête avec 51 à 47. Charles marque alors en tête de raquette et Wiggins réussite deux paniers primés consécutifs pour permettre l'égalisation. Le Liberty ne mène que 72 à 71 quand Stokes réussit un double pas sur une passe ajustée par Rodgers (20 points), qui réussit ensuite une interception puis marque pour donner trois points d'avance aux siennes. Si Latta réussit ses deux lancers francs, Prince réussit un panier à trois points à vingt secondes de la fin du temps règlementaire. Latta tente un panier à trois points mais est contrée par Kiah Stokes, ce qui scelle le sort du match. Le coach défait Mike Thibault reconnait l'apport décisif du banc adverse : « Leur banc a mieux joué que leurs titulaires. Sugar Rodgers a été bonne, Wiggins  a été bonne, Kiah Stokes a été bonne, reconnaissons-le. »
| 22 septembre 2015 19h00 EDT | Rapport | Liberty de New York 79, Mystics de Washington 74      | Liberty de New York 79, Mystics de Washington 74 | Liberty de New York 79, Mystics de Washington 74 |  | Madison Square Garden Affluence : 9 255 Arbitres : Roy Gulbeyan, Sue Blauch, Lamont Simpson | ESPN2 |
| 22 septembre 2015 19h00 EDT | Rapport | Score par quart-temps : 15-25, 30-12, 12-20, 22-17    |                                                  |                                                  |  | Madison Square Garden Affluence : 9 255 Arbitres : Roy Gulbeyan, Sue Blauch, Lamont Simpson | ESPN2 |
| 22 septembre 2015 19h00 EDT | Rapport | Score par mi-temps : 45-37, 34-37                     |                                                  |                                                  |  | Madison Square Garden Affluence : 9 255 Arbitres : Roy Gulbeyan, Sue Blauch, Lamont Simpson | ESPN2 |
| 22 septembre 2015 19h00 EDT | Rapport | Tina Charles (22) Kiah Stokes (13) Tanisha Wright (5) | Points Rebonds Passes d.                         | Ivory Latta (18) Kia Vaughn (9) Ivory Latta (7)  |  | Madison Square Garden Affluence : 9 255 Arbitres : Roy Gulbeyan, Sue Blauch, Lamont Simpson | ESPN2 |
| 22 septembre 2015 19h00 EDT | Rapport | New York remporte la série 2 à 1.                     |                                                  |                                                  |  | Madison Square Garden Affluence : 9 255 Arbitres : Roy Gulbeyan, Sue Blauch, Lamont Simpson | ESPN2 |

#### Sky de Chicago vs. Fever de l'Indiana (1-2)
Vainqueur d'Indiana lors de ses quatre affrontement en saison régulière, Chicago se présente en favori du premier tour avec Elena Delle Donne auréolée du titre de MVP. La Allstate Arena étant indisponible, la première manche est hébergée au UIC Pavilion.
Matchs de saison régulière
| 5 juin 2015 | Rapport | Fever de l'Indiana 72, Sky de Chicago 95 | Fever de l'Indiana 72, Sky de Chicago 95 | Fever de l'Indiana 72, Sky de Chicago 95 |  | Allstate Arena |

| 14 juin 2015 | Rapport | Sky de Chicago 98, Fever de l'Indiana 72 | Sky de Chicago 98, Fever de l'Indiana 72 | Sky de Chicago 98, Fever de l'Indiana 72 |  | Bankers Life Fieldhouse |

| 26 juin 2015 | Rapport | Sky de Chicago 83, Fever de l'Indiana 77 | Sky de Chicago 83, Fever de l'Indiana 77 | Sky de Chicago 83, Fever de l'Indiana 77 |  | Bankers Life Fieldhouse |

| 4 août 2015 | Rapport | Fever de l'Indiana 82, Sky de Chicago 106 | Fever de l'Indiana 82, Sky de Chicago 106 | Fever de l'Indiana 82, Sky de Chicago 106 |  | Allstate Arena |

Match 1
Allie Quigley inscrit 22 points (9 sur 15 dont 3 sur 4 à trois points) pour aider le Sky à s'imposer 77 à 72 sur le Fever, bien secondée par les 19 points de Courtney Vandersloot, les 14 points d'Elena Delle Donne et les 12 points de Jessica Breland, Cappie Pondexter restant cependant muette avec zéro point et sept tirs manqués. Pour Indiana, Tamika Catchings inscrit 21 points et Marissa Coleman 16. Jessica Breland inscrit le panier donnant l'avantage 75 à 71 avec 83 secondes restant à jouer alors que Tamika Catchings manque ensuite un lancer franc et un panier à trois points puis Courtney Vandersloot scelle le sort de la rencontre avec deux lancers francs.
| 17 septembre 2015 20h00 EDT | Rapport | Sky de Chicago 77, Fever de l'Indiana 72                    | Sky de Chicago 77, Fever de l'Indiana 72 | Sky de Chicago 77, Fever de l'Indiana 72                     |  | UIC Pavilion Affluence : 4 098 Arbitres : Eric Brewton, Maj Forsberg, Jeff Smith | ESPN2 |
| 17 septembre 2015 20h00 EDT | Rapport | Score par quart-temps : 24-15, 12-20, 18-16, 23-21          |                                          |                                                              |  | UIC Pavilion Affluence : 4 098 Arbitres : Eric Brewton, Maj Forsberg, Jeff Smith | ESPN2 |
| 17 septembre 2015 20h00 EDT | Rapport | Score par mi-temps : 36-35, 41-37                           |                                          |                                                              |  | UIC Pavilion Affluence : 4 098 Arbitres : Eric Brewton, Maj Forsberg, Jeff Smith | ESPN2 |
| 17 septembre 2015 20h00 EDT | Rapport | Allie Quigley (22) Elena Delle Donne (11) Allie Quigley (5) | Points Rebonds Passes d.                 | Tamika Catchings (21) Erlana Larkins (10) Briann January (7) |  | UIC Pavilion Affluence : 4 098 Arbitres : Eric Brewton, Maj Forsberg, Jeff Smith | ESPN2 |
| 17 septembre 2015 20h00 EDT | Rapport | Chicago méne la série 1 à 0                                 |                                          |                                                              |  | UIC Pavilion Affluence : 4 098 Arbitres : Eric Brewton, Maj Forsberg, Jeff Smith | ESPN2 |

Match 2
Lors de la deuxième manche, le Fever réussit à égaliser dans la série en s'imposant 89 à 82 avec 22 points de Tamika Catchings. Avec ce succès, Indiana remporte au moins une victoire en play-off pour un total inégalé de neuf fois consécutives. Catchings limite Delle Donne à 11 points avec 3 tirs réussis sur 9, soit un total de 25 points à 8 sur 24 en deux rencontres. Le Fever peut aussi compter sur les 16 points de Shavonte Zellous et les 14 de Briann January. Cette dernière réussit un jump shot pour donner l'avantage à son équipe 79 à 78 avec 5 minutes et 30 secondes à jouer. Catchings et Marissa Coleman creusent l'écart à 85-80 avec trois minutes restantes. Avec 2:59 à jouer, Courtney Vandersloot réplique avec un panier à deux points. Tamika Catchings est de nouveau décisive avec un contre conduisant la perte de la balle par le Sky et deux points encaissés à 27 secondes de la fin de la rencontre. Catchings parachève le succès en convertissant deux lancers francs. Sans réussite à longue distance (15 échecs sur 16 tentatives), le Fever compense par une domination au rebond (41 à 32).
Absente du premier match, Lynetta Kizer inscrit 11 points avec 5 des 18 rebonds offensifs du Fever.
| 19 septembre 2015 19h00 EDT | Rapport | Sky de Chicago 82, Fever de l'Indiana 89                       | Sky de Chicago 82, Fever de l'Indiana 89 | Sky de Chicago 82, Fever de l'Indiana 89                              |  | Bankers Life Fieldhouse Affluence : 7 124 Arbitres : Lamont Simpson, Roy Gulbeyan, Amy Bonner | NBA TV |
| 19 septembre 2015 19h00 EDT | Rapport | Score par quart-temps : 23-15, 21-22, 26-15, 16-16             |                                          |                                                                       |  | Bankers Life Fieldhouse Affluence : 7 124 Arbitres : Lamont Simpson, Roy Gulbeyan, Amy Bonner | NBA TV |
| 19 septembre 2015 19h00 EDT | Rapport | Score par mi-temps : 44-37, 42-41                              |                                          |                                                                       |  | Bankers Life Fieldhouse Affluence : 7 124 Arbitres : Lamont Simpson, Roy Gulbeyan, Amy Bonner | NBA TV |
| 19 septembre 2015 19h00 EDT | Rapport | Tamika Catchings (22) Erlana Larkins (12) Shavonte Zellous (8) | Points Rebonds Passes d.                 | Courtney Vandersloot (19) Érika de Souza (8) Courtney Vandersloot (6) |  | Bankers Life Fieldhouse Affluence : 7 124 Arbitres : Lamont Simpson, Roy Gulbeyan, Amy Bonner | NBA TV |
| 19 septembre 2015 19h00 EDT | Rapport | Égalité dans la série 1 à 1                                    |                                          |                                                                       |  | Bankers Life Fieldhouse Affluence : 7 124 Arbitres : Lamont Simpson, Roy Gulbeyan, Amy Bonner | NBA TV |

Match 3
Le Fever prend l'avantage en fin de première période sur le terrain de Chicago (52-47 à la mi-temps) pour ne plus jamais le lâcher, l'écart dépassant les 10 points lors du troisième quart-temps et ne descendant pas en dessous de 6 points, le Sky s'incline malgré les 40 points inscrits par Elena Delle Donne, à deux unités du record des play-offs toujours détenu par Angel McCoughtry. Tamika Catchings est le leader d'Indiana avec 27 points, 9 rebonds et 6 passes décisives, bien secondée par les 22 points de Shenise Johnson alors que trois autres de ses coéquipières inscrivent au moins 10 points, alors que du côté du Sky seule Allie Quigley (18 points) dépasse cette barre. Marissa Coleman rentre un panier à trois points (93-85) avec 67 secondes restant à jouer puis le Fever ne tremble pas et réussit sept des huit lancers francs pour l'emporter 100 à 89. Indiana a converti 10 de ses 20 tirs primés tentés et 16 de ses 20 lancers francs. Indiana atteint les finales de conférence pour la cinquième fois consécutive, égalant ainsi la performance de Los Angeles de 1999 à 2003. Lors de cette dernière rencontre du premier tour, Tamika Catchings devient la première joueuse de l'histoire de la WNBA à dépasser les 1 000 points inscrits en play-offs avec 1 019 unités.
| 21 septembre 2015 20h00 EDT | Game 3 | Sky de Chicago 89, Fever de l'Indiana 100                            | Sky de Chicago 89, Fever de l'Indiana 100 | Sky de Chicago 89, Fever de l'Indiana 100                     |  | Allstate Arena Affluence : 2 882 Arbitres : Denise Brooks, Byron Jarrett, Thomas Nunez | NBA TV |
| 21 septembre 2015 20h00 EDT | Game 3 | Score par quart-temps : 28-28, 19-24, 16-19, 26-29                   |                                           |                                                               |  | Allstate Arena Affluence : 2 882 Arbitres : Denise Brooks, Byron Jarrett, Thomas Nunez | NBA TV |
| 21 septembre 2015 20h00 EDT | Game 3 | Score par mi-temps : 47-52, 42-48                                    |                                           |                                                               |  | Allstate Arena Affluence : 2 882 Arbitres : Denise Brooks, Byron Jarrett, Thomas Nunez | NBA TV |
| 21 septembre 2015 20h00 EDT | Game 3 | Elena Delle Donne (40) Jessica Breland (8) Courtney Vandersloot (14) | Points Rebonds Passes d.                  | Tamika Catchings (27) Tamika Catchings (9) Briann January (8) |  | Allstate Arena Affluence : 2 882 Arbitres : Denise Brooks, Byron Jarrett, Thomas Nunez | NBA TV |
| 21 septembre 2015 20h00 EDT | Game 3 | Indiana remporte la série 2 à 1                                      |                                           |                                                               |  | Allstate Arena Affluence : 2 882 Arbitres : Denise Brooks, Byron Jarrett, Thomas Nunez | NBA TV |

#### Lynx du Minnesota vs. Sparks de Los Angeles (2-1)
Matchs de saison régulière
| 16 juin 2015 | Rapport | Lynx du Minnesota 67, Sparks de Los Angeles 52 | Lynx du Minnesota 67, Sparks de Los Angeles 52 | Lynx du Minnesota 67, Sparks de Los Angeles 52 |  | Staples Center |

| 29 juillet 2015 | Rapport | Sparks de Los Angeles 76, Lynx du Minnesota 82 | Sparks de Los Angeles 76, Lynx du Minnesota 82 | Sparks de Los Angeles 76, Lynx du Minnesota 82 |  | Target Center |

| 4 août 2015 | Rapport | Lynx du Minnesota 61, Sparks de Los Angeles 52 | Lynx du Minnesota 61, Sparks de Los Angeles 52 | Lynx du Minnesota 61, Sparks de Los Angeles 52 |  | Staples Center |

| 9 août 2015 | Rapport | Sparks de Los Angeles 64, Lynx du Minnesota 72 | Sparks de Los Angeles 64, Lynx du Minnesota 72 | Sparks de Los Angeles 64, Lynx du Minnesota 72 |  | Target Center |

Match 1
Le Lynx remporte la première manche face aux Sparks 67 à 65 avec une marque record de 33 points en play-offs de Maya Moore, dont 15 inscrits dans le troisième quart-temps. De retour après huit matches d'absence sur blessure, Seimone Augustus marque 17 points, le collectif du Lynx limitant Candace Parker à 16 points avec 5 tirs réussis sur 16,.
| 18 septembre 2015 21h00 EDT | Rapport | Lynx du Minnesota 67, Sparks de Los Angeles 65            | Lynx du Minnesota 67, Sparks de Los Angeles 65 | Lynx du Minnesota 67, Sparks de Los Angeles 65  |  | Target Center Affluence : 8 333 Arbitres : Daryl Humphrey, Sue Blauch, Jeff Wooten | NBA TV |
| 18 septembre 2015 21h00 EDT | Rapport | Score par quart-temps : 22-15, 11-21, 22-13, 12-16        |                                                |                                                 |  | Target Center Affluence : 8 333 Arbitres : Daryl Humphrey, Sue Blauch, Jeff Wooten | NBA TV |
| 18 septembre 2015 21h00 EDT | Rapport | Score par mi-temps : 33-36, 34-29                         |                                                |                                                 |  | Target Center Affluence : 8 333 Arbitres : Daryl Humphrey, Sue Blauch, Jeff Wooten | NBA TV |
| 18 septembre 2015 21h00 EDT | Rapport | Candace Parker (16) Candace Parker (9) Candace Parker (4) | Points Rebonds Passes d.                       | Maya Moore (33) Sylvia Fowles (9) Anna Cruz (5) |  | Target Center Affluence : 8 333 Arbitres : Daryl Humphrey, Sue Blauch, Jeff Wooten | NBA TV |
| 18 septembre 2015 21h00 EDT | Rapport | Minnesota méne la série 1 à 0                             |                                                |                                                 |  | Target Center Affluence : 8 333 Arbitres : Daryl Humphrey, Sue Blauch, Jeff Wooten | NBA TV |

Match 2
La star angelino se reprend dès la rencontre suivante avec 25 points, 10 rebonds et six passes décisives. pour conduire les Sparks à une victoire 81 à 71 et égaliser à 1 partout dans la série. Los Angeles se détache dès le début de la rencontre en inscrivant 53 points dans la première période. Ana Dabović réussit un nouveau record en carrière avec 19 points, s'attirant les louanges du coach Brian Agler : « Elle n'a peur de rien et a une remarquable attitude; elle est une des meilleures joueuses au monde ». En face, Maya Moore inscrit 27 points et le Lynx se rapproche jusqu'à quatre points, mais les Californiennes finissent par reprendre le large avec les deux stars du soir, la seule ombre étant la sortie sur blessure en seconde période de Nneka Ogwumike,,.
| 20 septembre 2015 15h00 EDT | Rapport | Sparks de Los Angeles 81, Lynx du Minnesota 71          | Sparks de Los Angeles 81, Lynx du Minnesota 71 | Sparks de Los Angeles 81, Lynx du Minnesota 71        |  | Walter Pyramid Affluence : 3 112 Arbitres : Michael Price, Maj Forsberg, Billy Smith | ESPN |
| 20 septembre 2015 15h00 EDT | Rapport | Score par quart-temps : 24-23, 29-12, 10-20, 18-16      |                                                |                                                       |  | Walter Pyramid Affluence : 3 112 Arbitres : Michael Price, Maj Forsberg, Billy Smith | ESPN |
| 20 septembre 2015 15h00 EDT | Rapport | Score par mi-temps : 53-35, 28-18                       |                                                |                                                       |  | Walter Pyramid Affluence : 3 112 Arbitres : Michael Price, Maj Forsberg, Billy Smith | ESPN |
| 20 septembre 2015 15h00 EDT | Rapport | Candace Parker (25) Candace Parker (10) Ana Dabović (7) | Points Rebonds Passes d.                       | Maya Moore (27) Trois joueuses (7) Lindsay Whalen (5) |  | Walter Pyramid Affluence : 3 112 Arbitres : Michael Price, Maj Forsberg, Billy Smith | ESPN |
| 20 septembre 2015 15h00 EDT | Rapport | Égalité dans la série 1 à 1                             |                                                |                                                       |  | Walter Pyramid Affluence : 3 112 Arbitres : Michael Price, Maj Forsberg, Billy Smith | ESPN |

Match 3
Les Sparks n'ont qu'une adresse de 26,7 % dans le premier quart-temps et ont connu 10 pertes de balles en 13 minutes pour avoir un débours de 14 points, mais ont pu rejoindre leurs adversaires au cours du quatrième quart-temps. Toutefois, le Lynx l'emporte finalement 91 à 80. Candace Parker inscrit 28 points et 13 rebonds, alors qu'en face les responsabilités sont plus réparties avec 20 points pour Maya Moore (6 tirs sur 21), 16 pour Seimone Augustus, 12 pour Devereaux Peters, 14 points et 6 rebonds pour Lindsay Whalen et 13 pour Sylvia Fowles. Minnesota domine Los Angeles 22 à 4 pour les points réussis en seconde chance points et a converti 15 pertes de balles en 20 points. Los Angeles n'ont plus disputé les finales de conférence depuis 2012, alors que Minnesota s'y qualifie pour la cinquième fois consécutive, avec un bilan historique cumulé sans équivalent (90 % de succès) avec 18 victoires pour seulement 2 défaites à domicile en play-offs. Peters s'est illustrée pendant que Fowles était sur le banc avec 5 tentatives réussies sur 7 pour inscrire 12 points, 5 rebonds, 3 interceptions et 3 contres. Fowles marque 9 de ses 13 points dans le dernier quart-temps en prenant des rebonds offensifs décisifs et un contre à 30 secondes de la fin de la rencontre sur Kristi Toliver pour créer le dernier écart.
| 22 septembre 2015 21h00 EDT | Rapport | Lynx du Minnesota 91, Sparks de Los Angeles 80            | Lynx du Minnesota 91, Sparks de Los Angeles 80 | Lynx du Minnesota 91, Sparks de Los Angeles 80      |  | Target Center Affluence : 9 014 Arbitres : Eric Brewton, Amy Bonner, Tom Mauer | ESPN2 |
| 22 septembre 2015 21h00 EDT | Rapport | Score par quart-temps : 18-10, 25-20, 20-27, 28-23        |                                                |                                                     |  | Target Center Affluence : 9 014 Arbitres : Eric Brewton, Amy Bonner, Tom Mauer | ESPN2 |
| 22 septembre 2015 21h00 EDT | Rapport | Score par mi-temps : 43-30, 48-50                         |                                                |                                                     |  | Target Center Affluence : 9 014 Arbitres : Eric Brewton, Amy Bonner, Tom Mauer | ESPN2 |
| 22 septembre 2015 21h00 EDT | Rapport | Candace Parker (28) Candace Parker (13) Deux joueuses (4) | Points Rebonds Passes d.                       | Maya Moore (28) Maya Moore (8) Rebekkah Brunson (5) |  | Target Center Affluence : 9 014 Arbitres : Eric Brewton, Amy Bonner, Tom Mauer | ESPN2 |
| 22 septembre 2015 21h00 EDT | Rapport | Minnesota remporte la série 2 à 1                         |                                                |                                                     |  | Target Center Affluence : 9 014 Arbitres : Eric Brewton, Amy Bonner, Tom Mauer | ESPN2 |

#### Mercury de Phoenix vs. Shock de Tulsa (2-0)
Matchs de saison régulière
| 2 juillet 2015 | Rapport | Shock de Tulsa 55, Mercury de Phoenix 86 | Shock de Tulsa 55, Mercury de Phoenix 86 | Shock de Tulsa 55, Mercury de Phoenix 86 |  | US Airways Center |

| 30 juillet 2015 | Rapport | Mercury de Phoenix 78, Shock de Tulsa 66 | Mercury de Phoenix 78, Shock de Tulsa 66 | Mercury de Phoenix 78, Shock de Tulsa 66 |  | BOK Center |

| 4 août 2015 | Rapport | Shock de Tulsa 84, Mercury de Phoenix 87 | Shock de Tulsa 84, Mercury de Phoenix 87 | Shock de Tulsa 84, Mercury de Phoenix 87 |  | US Airways Center |

| 18 août 2015 | Rapport | Mercury de Phoenix 59, Shock de Tulsa 74 | Mercury de Phoenix 59, Shock de Tulsa 74 | Mercury de Phoenix 59, Shock de Tulsa 74 |  | BOK Center |

| 13 septembre 2015 | Rapport | Mercury de Phoenix 87, Shock de Tulsa 91 | Mercury de Phoenix 87, Shock de Tulsa 91 | Mercury de Phoenix 87, Shock de Tulsa 91 |  | BOK Center |

Match 1
Phoenix fait le trou en première période avec une Brittney Griner qui se révèle un mur défensif pour creuser un écart qui atteint 30 points à la mi-temps. Secouées dans les vestiaires, les joueuses de Tulsa reviennent avec de meilleurs intentions sur le terrain et réussissent 12 points, mais  Brittney Griner fait son retour pour étendre le record de contres sur un match de play-offs à 11. DeWanna Bonner et Leilani Mitchell se montrent à leur avantage avec 15 points et 6 rebonds et 12 points, et 6 passes décisives. Au Shock, c'est l'ancienne coéquipière de Griner aux Bears de Baylor Odyssey Sims qui est la plus en vue avec 18 points mais elle ne peut éviter un lourd revers 88-55 aux siennes.
| 17 septembre 2015 22h00 EDT | Rapport | Mercury de Phoenix 88, Shock de Tulsa 55                      | Mercury de Phoenix 88, Shock de Tulsa 55 | Mercury de Phoenix 88, Shock de Tulsa 55              |  | US Airways Center, Phoenix Affluence : 8 509 Arbitres : Thomas Nunez, Denise Brooks, Byron Jarrett | ESPN2 |
| 17 septembre 2015 22h00 EDT | Rapport | Score par quart-temps : 22-15, 30-7, 16-22, 20-11             |                                          |                                                       |  | US Airways Center, Phoenix Affluence : 8 509 Arbitres : Thomas Nunez, Denise Brooks, Byron Jarrett | ESPN2 |
| 17 septembre 2015 22h00 EDT | Rapport | Score par mi-temps : 52-22, 36-33                             |                                          |                                                       |  | US Airways Center, Phoenix Affluence : 8 509 Arbitres : Thomas Nunez, Denise Brooks, Byron Jarrett | ESPN2 |
| 17 septembre 2015 22h00 EDT | Rapport | Brittney Griner (18) Brittney Griner (8) Leilani Mitchell (6) | Points Rebonds Passes d.                 | Odyssey Sims (18) Courtney Paris (7) Odyssey Sims (3) |  | US Airways Center, Phoenix Affluence : 8 509 Arbitres : Thomas Nunez, Denise Brooks, Byron Jarrett | ESPN2 |
| 17 septembre 2015 22h00 EDT | Rapport | Phoenix méne la série 1 à 0                                   |                                          |                                                       |  | US Airways Center, Phoenix Affluence : 8 509 Arbitres : Thomas Nunez, Denise Brooks, Byron Jarrett | ESPN2 |

Match 2
Bien qu'un peu gênée par des fautes en première mi-temps, Brittney Griner est de nouveau dominante avec 23 points, 12 rebonds et cinq contres pour aider le Mercury à l'emporter 91 à 67 sur le terrain de Tulsa qui accueille la première et la dernière fois les play-offs. DeWanna Bonner ajoute 20 points et 11 rebonds, Monique Currie 11 points et Candice Dupree 10 points. En face, Odyssey Sims inscrit 22 points. L'ailière du Shock Plenette Pierson reste cependant fière du parcours de son équipe peu épargnée par les forfaits et les blessures : « Nous avons eu une grande saison cette année. Je crois que nous avons donné tort à beaucoup de gens. Nous avons cru en nous et nous avons grandi ensemble comme groupe. Ce soir nous n'avons pas échoué. La saison n'était pas un échec pour nous ».
| 19 septembre 2015 21h00 EDT | Rapport | Shock de Tulsa 67, Mercury de Phoenix 91              | Shock de Tulsa 67, Mercury de Phoenix 91 | Shock de Tulsa 67, Mercury de Phoenix 91                    |  | BOK Center Affluence : 3 261 Arbitres : Sue Blauch, Eric Brewton, Tony Dawkins | NBA TV |
| 19 septembre 2015 21h00 EDT | Rapport | Score par quart-temps : 19-19, 12-22, 17-23, 19-27    |                                          |                                                             |  | BOK Center Affluence : 3 261 Arbitres : Sue Blauch, Eric Brewton, Tony Dawkins | NBA TV |
| 19 septembre 2015 21h00 EDT | Rapport | Score par mi-temps : 31-41, 36-50                     |                                          |                                                             |  | BOK Center Affluence : 3 261 Arbitres : Sue Blauch, Eric Brewton, Tony Dawkins | NBA TV |
| 19 septembre 2015 21h00 EDT | Rapport | Odyssey Sims (22) Courtney Paris (8) Odyssey Sims (7) | Points Rebonds Passes d.                 | Brittney Griner (23) Brittney Griner (12) Deux joueuses (3) |  | BOK Center Affluence : 3 261 Arbitres : Sue Blauch, Eric Brewton, Tony Dawkins | NBA TV |
| 19 septembre 2015 21h00 EDT | Rapport | Phoenix remporte la série 2 à 0                       |                                          |                                                             |  | BOK Center Affluence : 3 261 Arbitres : Sue Blauch, Eric Brewton, Tony Dawkins | NBA TV |

### Finales de conférence

#### Liberty de New York vs. Fever de l'Indiana (1-2)
Matchs de saison régulière
| 9 juin 2015 | Rapport | Fever de l'Indiana 79, Liberty de New York 86 | Fever de l'Indiana 79, Liberty de New York 86 | Fever de l'Indiana 79, Liberty de New York 86 |  | Madison Square Garden |

| 19 juin 2015 | Rapport | Fever de l'Indiana 80, Liberty de New York 63 | Fever de l'Indiana 80, Liberty de New York 63 | Fever de l'Indiana 80, Liberty de New York 63 |  | Madison Square Garden |

| 29 juillet 2015 | Rapport | Liberty de New York 72, Fever de l'Indiana 84 | Liberty de New York 72, Fever de l'Indiana 84 | Liberty de New York 72, Fever de l'Indiana 84 |  | Bankers Life Fieldhouse |

| 23 août 2015 | Rapport | Liberty de New York 79, Fever de l'Indiana 88 | Liberty de New York 79, Fever de l'Indiana 88 | Liberty de New York 79, Fever de l'Indiana 88 |  | Bankers Life Fieldhouse |

| 13 septembre 2015 | Rapport | Liberty de New York 76, Fever de l'Indiana 81 | Liberty de New York 76, Fever de l'Indiana 81 | Liberty de New York 76, Fever de l'Indiana 81 |  | Bankers Life Fieldhouse |

Match 1
Le Liberty dispute la première rencontre des finales de conférence le lendemain de sa qualification, le match ayant été avancé à cause de la présence du pape François au Madison Square Garden le jour suivant, mais Tina Charles ne montre aucun signe de fatigue avec une étincelante ligne de statistiques de 18 points, 9 passes décisives et 7 rebonds et une Epiphanny Prince retrouvée avec 17 points. New York bénéficie également du retour de Carolyn Swords, alors que Tamika Catchings (9 points) ne marque aucun panier en première période. Le Liberty montre sa force en défense en ne concédant que sept points lors du troisième quart-temps alors que Sugar Rodgers, Prince (à trois points), alors que Charles distille des passes pour Stokes démarquée. Prince enfonce ensuite le clou pour porter l'écart à 20 points pour conduire le Liberty à un succès 84 à 67.
| 23 septembre 2015 19h00 EDT | Rapport | Liberty de New York 84, Fever de l'Indiana 67      | Liberty de New York 84, Fever de l'Indiana 67 | Liberty de New York 84, Fever de l'Indiana 67                 |  | Madison Square Garden Affluence : 7 229 Arbitres : Denise Brooks, Byron Jarrett, Eric Brewton | ESPN2 |
| 23 septembre 2015 19h00 EDT | Rapport | Score par quart-temps : 26-18, 22-24, 16-7, 20-18  |                                               |                                                               |  | Madison Square Garden Affluence : 7 229 Arbitres : Denise Brooks, Byron Jarrett, Eric Brewton | ESPN2 |
| 23 septembre 2015 19h00 EDT | Rapport | Score par mi-temps : 48-42, 36-25                  |                                               |                                                               |  | Madison Square Garden Affluence : 7 229 Arbitres : Denise Brooks, Byron Jarrett, Eric Brewton | ESPN2 |
| 23 septembre 2015 19h00 EDT | Rapport | Kiah Stokes (21) Tina Charles (7) Tina Charles (9) | Points Rebonds Passes d.                      | Shenise Johnson (12) Shavonte Zellous (5) Quatre joueuses (2) |  | Madison Square Garden Affluence : 7 229 Arbitres : Denise Brooks, Byron Jarrett, Eric Brewton | ESPN2 |
| 23 septembre 2015 19h00 EDT | Rapport | New York méne la série 1 à 0                       |                                               |                                                               |  | Madison Square Garden Affluence : 7 229 Arbitres : Denise Brooks, Byron Jarrett, Eric Brewton | ESPN2 |

Match 2
ew York fait la course en tête en première mi-temps, jusqu'à l'égalisation à 55-55 sur un panier primé de Marissa Coleman à 5:50 de la fin. Shenise Johnson donne son premier avantage au Fever 60-59 sur un nouveau panier à trois points à 2:46 de la fin avant encore un nouveau tir à longue distance de Coleman pour conclure une folle remontée avec 21 points inscrits contre seulement 4 encaissés. Premier artisan de ce retour, Tamika Catchings inscrit 16 de ses 25 points dans la seconde mi-temps. Alors qu'Indiana mène 67-64 à 15 secondes de la fin du match, une faute offensive est sifflée contre Tanisha Wright suivie d'une faute technique de Bill Laimbeer. Le Fever inscrit ses trois lancers francs et l'emporte 70-64 et gagne le droit à une rencontre d'appui à New York.
| 27 septembre 2015 13h00 EDT | Rapport | Fever de l'Indiana 70, Liberty de New York 64                 | Fever de l'Indiana 70, Liberty de New York 64 | Fever de l'Indiana 70, Liberty de New York 64         |  | Bankers Life Fieldhouse Affluence : 7 505 Arbitres : Sue Blauch, Maj Forsberg, Tom Mauer | ESPN |
| 27 septembre 2015 13h00 EDT | Rapport | Score par quart-temps : 17-22, 12-22, 13-9, 28-11             |                                               |                                                       |  | Bankers Life Fieldhouse Affluence : 7 505 Arbitres : Sue Blauch, Maj Forsberg, Tom Mauer | ESPN |
| 27 septembre 2015 13h00 EDT | Rapport | Score par mi-temps : 30-44, 41-20                             |                                               |                                                       |  | Bankers Life Fieldhouse Affluence : 7 505 Arbitres : Sue Blauch, Maj Forsberg, Tom Mauer | ESPN |
| 27 septembre 2015 13h00 EDT | Rapport | Tamika Catchings (25) Tamika Catchings (7) Briann January (4) | Points Rebonds Passes d.                      | Tina Charles (25) Kiah Stokes (11) Tanisha Wright (5) |  | Bankers Life Fieldhouse Affluence : 7 505 Arbitres : Sue Blauch, Maj Forsberg, Tom Mauer | ESPN |
| 27 septembre 2015 13h00 EDT | Rapport | Égalité dans la série 1 à 1                                   |                                               |                                                       |  | Bankers Life Fieldhouse Affluence : 7 505 Arbitres : Sue Blauch, Maj Forsberg, Tom Mauer | ESPN |

Match 3
Le Fever remporte le match d'appui pour gagner son premier retour aux Finales WNBA depuis 2012, Stephanie White devenant la première coach dont l'équipe est qualifiée pour ces finales pour sa première saison comme entraîneuse de la ligue. Tamika Catchings inscrit 14 points dans cette rencontre et se montre dominante en défense pour permettre à la franchise d'Indiana de s'imposer 66 à 51. La mi-temps est atteinte sur le score de 33 à 22, Indiana portant même son avantage à 18 points au cœur du troisième quart-temps. Muette jusque-là, Epiphanny Prince lance la révolte du Liberty d'un panier à trois points, les siennes initiant un 12-3. Candice Wiggins réduit l'écart à cinq points (49-45). Mais le Fever inscrit de nouveau 10 points de suite et sceller le sort de la rencontre malgré le double-double (13 points - 10 rebonds) de Tina Charles. Catchings avertit : « Personne ne pensait que nous gagnerions le premier tour. Personne ne pensait que nous gagnerions cette série. Personne ne pense que nous allons gagner les finales. Mais nous n'avons pas l'avons pas encore perdue. »
| 29 septembre 2015 19h00 EDT | Rapport | Liberty de New York 51, Fever de l'Indiana 66               | Liberty de New York 51, Fever de l'Indiana 66 | Liberty de New York 51, Fever de l'Indiana 66              |  | Madison Square Garden Affluence : 10 120 Arbitres : Michael Price, Roy Gulbeyan, Lamont Simpson | ESPN2 |
| 29 septembre 2015 19h00 EDT | Rapport | Score par quart-temps : 13-15, 9-18, 18-16, 11-17           |                                               |                                                            |  | Madison Square Garden Affluence : 10 120 Arbitres : Michael Price, Roy Gulbeyan, Lamont Simpson | ESPN2 |
| 29 septembre 2015 19h00 EDT | Rapport | Score par mi-temps : 22-33, 29-33                           |                                               |                                                            |  | Madison Square Garden Affluence : 10 120 Arbitres : Michael Price, Roy Gulbeyan, Lamont Simpson | ESPN2 |
| 29 septembre 2015 19h00 EDT | Rapport | Candice Wiggins (15) Tina Charles (10) Epiphanny Prince (4) | Points Rebonds Passes d.                      | Marissa Coleman (15) Erlana Larkins (8) Briann January (8) |  | Madison Square Garden Affluence : 10 120 Arbitres : Michael Price, Roy Gulbeyan, Lamont Simpson | ESPN2 |
| 29 septembre 2015 19h00 EDT | Rapport | Indiana remporte la série 2 à 1                             |                                               |                                                            |  | Madison Square Garden Affluence : 10 120 Arbitres : Michael Price, Roy Gulbeyan, Lamont Simpson | ESPN2 |

#### Lynx du Minnesota vs. Mercury de Phoenix (2-0)
C'est la troisième finale de conférence entre les deux franchises, Minnesota l'ayant emporté 2-0 en 2013 puis ayant cédé 1-2 en 2014.
Matchs de saison régulière
| 14 juin 2015 | Rapport | Lynx du Minnesota 66, Mercury de Phoenix 81 | Lynx du Minnesota 66, Mercury de Phoenix 81 | Lynx du Minnesota 66, Mercury de Phoenix 81 |  | US Airways Center |

| 27 juin 2015 | Rapport | Mercury de Phoenix 56, Lynx du Minnesota 71 | Mercury de Phoenix 56, Lynx du Minnesota 71 | Mercury de Phoenix 56, Lynx du Minnesota 71 |  | Target Center |

| 7 août 2015 | Rapport | Lynx du Minnesota 66, Mercury de Phoenix 73 | Lynx du Minnesota 66, Mercury de Phoenix 73 | Lynx du Minnesota 66, Mercury de Phoenix 73 |  | US Airways Center |

| 23 août 2015 | Rapport | Lynx du Minnesota 67, Mercury de Phoenix 79 | Lynx du Minnesota 67, Mercury de Phoenix 79 | Lynx du Minnesota 67, Mercury de Phoenix 79 |  | US Airways Center |

| 30 juin 2015 | Rapport | Mercury de Phoenix 61, Lynx du Minnesota 71 | Mercury de Phoenix 61, Lynx du Minnesota 71 | Mercury de Phoenix 61, Lynx du Minnesota 71 |  | Target Center |

Match 1
Si le Mercury mène la danse au premier quart temps, le Lynx reprend l'avantage ensuite avec un 20-2 pour compter jusqu'à neuf points d'avance. Même si l'avantage tombe à un point, Minnesota parvient à rester devant et l'emporter 67 à 60. Avec un tempo lent qui perturbe le jeu habituel de la franchise de l'Arizona, la défense du Lynx limite son adversaire à 60 points, son plus bas total de la saison, pour seulement 32,8 % de réussite avec une Brittney Griner contenue avec 9 points à 3 tirs sur 7. Rebekkah Brunson inscrit 13 points mais établit surtout un nouveau record de la franchise en playoff (et la quatrième performance d'un match de playoffs WNBA.) avec 19 rebonds. Ses sept prises lui permettent d'établir un nouveau record WNBA des rebonds offensifs avec 143 prises en 58 rencontres, surpassant ainsi le 137 en 64 rencontres de son ancienne coéquipière Taj McWilliams-Franklin. En face, Candice Dupree capte 12 rebonds pour Phoenix, mais se voit aussi infliger une faute technique dans le dernier quart-temps et le Mercury est dominé 30 rebonds à 44 pour le Lynx. Maya Moore inscrit 19 points et Seimone Augustus 14, alors que DeWanna Bonner est avec 21 points le meilleur total du match, réussissant même un panier à trois points à 38 secondes de la fin de la rencontre pour réduire l'écart à 64-60, avant que Maya Moore ne scelle le sort de la rencontre sur la ligne des lancers francs.
| 24 septembre 2015 20h00 EDT | Rapport | Lynx du Minnesota 67, Mercury de Phoenix 60              | Lynx du Minnesota 67, Mercury de Phoenix 60 | Lynx du Minnesota 67, Mercury de Phoenix 60                |  | Target Center Affluence : 8 732 Arbitres : Michael Price, Roy Gulbeyan, Maj Forsberg | ESPN2 |
| 24 septembre 2015 20h00 EDT | Rapport | Score par quart-temps : 14-21, 21-11, 14-14, 18-14       |                                             |                                                            |  | Target Center Affluence : 8 732 Arbitres : Michael Price, Roy Gulbeyan, Maj Forsberg | ESPN2 |
| 24 septembre 2015 20h00 EDT | Rapport | Score par mi-temps : 35-32, 32-28                        |                                             |                                                            |  | Target Center Affluence : 8 732 Arbitres : Michael Price, Roy Gulbeyan, Maj Forsberg | ESPN2 |
| 24 septembre 2015 20h00 EDT | Rapport | Maya Moore (19) Rebekkah Brunson (19) Lindsay Whalen (5) | Points Rebonds Passes d.                    | DeWanna Bonner (21) Candice Dupree (12) DeWanna Bonner (5) |  | Target Center Affluence : 8 732 Arbitres : Michael Price, Roy Gulbeyan, Maj Forsberg | ESPN2 |
| 24 septembre 2015 20h00 EDT | Rapport | Minnesota méne la série 1 à 0                            |                                             |                                                            |  | Target Center Affluence : 8 732 Arbitres : Michael Price, Roy Gulbeyan, Maj Forsberg | ESPN2 |

Match 2
Le Lynx effectue le meilleur départ avec Seimone Augustus en réussissant 12 de ses 17 shoots pour mener 25-15 au terme du premier quart-temps. Muette jusqu'alors car nien contenue par la pivot adverse Sylvia Fowles, Brittney Griner score 7 points au cœur d'un 11-0. DeWanna Bonner obtient la troisième faute de Fowles et redonne l'avantage au Mercury. Phoenix prend le large 53 à 47 sur un lay-up de Monique Currie mais Griner doit quitter le terrain après avoir été sanctionnée pour sa quatrième faute. Maya Moore multiplie les exploits pour porter son record de points en play-offs à 40 points. Alors que les deux équipes sont à égalité 71-71, elle intercepte une passe de Noelle Quinn pour Griner. L'arbitre siffle une faute de Quinn sur Moore qui se voit octroyer deux lancers francs. La WNBA reconnaîtra le lendemain que Noelle Quinn n'avait pas commis de faute sur cette action. Moore réussit le premier puis manque volontairement le second, la rencontre se terminant pendant la bataille de ce rebond. Minnesota remporte la finale de conférence pour la quatrième fois en cinq ans et affrontera le vainqueur du match d'appui entre New York et Indiana.
| 27 septembre 2015 15h00 EDT | Rapport | Mercury de Phoenix 71, Lynx du Minnesota 72               | Mercury de Phoenix 71, Lynx du Minnesota 72 | Mercury de Phoenix 71, Lynx du Minnesota 72          |  | US Airways Center Affluence : 9 871 Arbitres : Kurt Walker, Amy Bonner, Eric Brewton | ESPN |
| 27 septembre 2015 15h00 EDT | Rapport | Score par quart-temps : 15-25, 26-16, 18-17, 12-14        |                                             |                                                      |  | US Airways Center Affluence : 9 871 Arbitres : Kurt Walker, Amy Bonner, Eric Brewton | ESPN |
| 27 septembre 2015 15h00 EDT | Rapport | Score par mi-temps : 41-41, 30-31                         |                                             |                                                      |  | US Airways Center Affluence : 9 871 Arbitres : Kurt Walker, Amy Bonner, Eric Brewton | ESPN |
| 27 septembre 2015 15h00 EDT | Rapport | Candice Dupree (16) Monique Currie (7) Monique Currie (6) | Points Rebonds Passes d.                    | Maya Moore (40) Sylvia Fowles (14) Deux joueuses (4) |  | US Airways Center Affluence : 9 871 Arbitres : Kurt Walker, Amy Bonner, Eric Brewton | ESPN |
| 27 septembre 2015 15h00 EDT | Rapport | Minnesota remporte la série 2 à 0                         |                                             |                                                      |  | US Airways Center Affluence : 9 871 Arbitres : Kurt Walker, Amy Bonner, Eric Brewton | ESPN |

### Finales

#### Fever de l'Indiana vs. Lynx du Minnesota (2-3)
Matchs de saison régulière
| 6 juin 2015 | Rapport | Lynx du Minnesota 78, Fever de l'Indiana 69 | Lynx du Minnesota 78, Fever de l'Indiana 69 | Lynx du Minnesota 78, Fever de l'Indiana 69 |  | Fieldhouse |

| 4 septembre 2015 | Rapport | Fever de l'Indiana 65, Lynx du Minnesota 81 | Fever de l'Indiana 65, Lynx du Minnesota 81 | Fever de l'Indiana 65, Lynx du Minnesota 81 |  | Target Center |

Match 1
| 4 octobre 2015 15h00 EDT | Rapport | Lynx du Minnesota 69, Fever de l'Indiana 75                          | Lynx du Minnesota 69, Fever de l'Indiana 75 | Lynx du Minnesota 69, Fever de l'Indiana 75               |  | Target Center Affluence : 11 023 Arbitres : Sue Blauch, Eric Brewton, Kurt Walker | ABC |
| 4 octobre 2015 15h00 EDT | Rapport | Score par quart-temps : 10-10, 19-25, 18-19, 22-21                   |                                             |                                                           |  | Target Center Affluence : 11 023 Arbitres : Sue Blauch, Eric Brewton, Kurt Walker | ABC |
| 4 octobre 2015 15h00 EDT | Rapport | Score par mi-temps : 29-35, 40-40                                    |                                             |                                                           |  | Target Center Affluence : 11 023 Arbitres : Sue Blauch, Eric Brewton, Kurt Walker | ABC |
| 4 octobre 2015 15h00 EDT | Rapport | Maya Moore (27) Maya Moore (12) Lindsay Whalen, Seimone Augustus (4) | Points Rebonds Passes d.                    | Briann January (19) Erlana Larkins (8) Briann January (6) |  | Target Center Affluence : 11 023 Arbitres : Sue Blauch, Eric Brewton, Kurt Walker | ABC |
| 4 octobre 2015 15h00 EDT | Rapport | Indiana méne la série 1 à 0                                          |                                             |                                                           |  | Target Center Affluence : 11 023 Arbitres : Sue Blauch, Eric Brewton, Kurt Walker | ABC |

Match 2
| 6 octobre 2015 20h00 EDT | Rapport | Lynx du Minnesota 77, Fever de l'Indiana 71        | Lynx du Minnesota 77, Fever de l'Indiana 71 | Lynx du Minnesota 77, Fever de l'Indiana 71                |  | Target Center Affluence : 12 134 Arbitres : Michael Price, Maj Forsberg, Lamont Simpson | ESPN2 |
| 6 octobre 2015 20h00 EDT | Rapport | Score par quart-temps : 20-24, 19-17, 24-18, 14-12 |                                             |                                                            |  | Target Center Affluence : 12 134 Arbitres : Michael Price, Maj Forsberg, Lamont Simpson | ESPN2 |
| 6 octobre 2015 20h00 EDT | Rapport | Score par mi-temps : 39-41, 38-30                  |                                             |                                                            |  | Target Center Affluence : 12 134 Arbitres : Michael Price, Maj Forsberg, Lamont Simpson | ESPN2 |
| 6 octobre 2015 20h00 EDT | Rapport | Sylvia Fowles (21) Sylvia Fowles (9) Anna Cruz(5)  | Points Rebonds Passes d.                    | Briann January (17) Tamika Catchings (9) Deux joueuses (5) |  | Target Center Affluence : 12 134 Arbitres : Michael Price, Maj Forsberg, Lamont Simpson | ESPN2 |
| 6 octobre 2015 20h00 EDT | Rapport | Égalité dans la série 1 à 1                        |                                             |                                                            |  | Target Center Affluence : 12 134 Arbitres : Michael Price, Maj Forsberg, Lamont Simpson | ESPN2 |

Match 3
| 9 octobre 2015 20h00 EDT | Rapport | Fever de l'Indiana 77, Lynx du Minnesota 80                   | Fever de l'Indiana 77, Lynx du Minnesota 80 | Fever de l'Indiana 77, Lynx du Minnesota 80     |  | Gainbridge Fieldhouse Affluence : 16 332 Arbitres : Denise Brooks, Roy Gulbeyan, Tom Mauer | ESPN2 |
| 9 octobre 2015 20h00 EDT | Rapport | Score par quart-temps : 19-20, 23-18, 15-21, 20-21            |                                             |                                                 |  | Gainbridge Fieldhouse Affluence : 16 332 Arbitres : Denise Brooks, Roy Gulbeyan, Tom Mauer | ESPN2 |
| 9 octobre 2015 20h00 EDT | Rapport | Score par mi-temps : 42-38, 35-42                             |                                             |                                                 |  | Gainbridge Fieldhouse Affluence : 16 332 Arbitres : Denise Brooks, Roy Gulbeyan, Tom Mauer | ESPN2 |
| 9 octobre 2015 20h00 EDT | Rapport | Shenise Johnson (17) Tamika Catchings (10) Briann January (8) | Points Rebonds Passes d.                    | Maya Moore (24) Sylvia Fowles (11) Anna Cruz(8) |  | Gainbridge Fieldhouse Affluence : 16 332 Arbitres : Denise Brooks, Roy Gulbeyan, Tom Mauer | ESPN2 |
| 9 octobre 2015 20h00 EDT | Rapport | Minnesota méne la série 2 à 1                                 |                                             |                                                 |  | Gainbridge Fieldhouse Affluence : 16 332 Arbitres : Denise Brooks, Roy Gulbeyan, Tom Mauer | ESPN2 |

Match 4
| 11 octobre 2015 20h30 EDT | Rapport | Fever de l'Indiana 75, Lynx du Minnesota 69                | Fever de l'Indiana 75, Lynx du Minnesota 69 | Fever de l'Indiana 75, Lynx du Minnesota 69     |  | Gainbridge Fieldhouse Affluence : 10 582 Arbitres : Sue Blauch, Eric Brewton, Maj Forsberg | ESPN |
| 11 octobre 2015 20h30 EDT | Rapport | Score par quart-temps : 15-20, 21-12, 22-14, 17-23         |                                             |                                                 |  | Gainbridge Fieldhouse Affluence : 10 582 Arbitres : Sue Blauch, Eric Brewton, Maj Forsberg | ESPN |
| 11 octobre 2015 20h30 EDT | Rapport | Score par mi-temps : 36-32, 39-37                          |                                             |                                                 |  | Gainbridge Fieldhouse Affluence : 10 582 Arbitres : Sue Blauch, Eric Brewton, Maj Forsberg | ESPN |
| 11 octobre 2015 20h30 EDT | Rapport | Shenise Johnson (15) Erlana Larkins (6) Briann January (5) | Points Rebonds Passes d.                    | Maya Moore (20) Maya Moore (8) Six joueuses (2) |  | Gainbridge Fieldhouse Affluence : 10 582 Arbitres : Sue Blauch, Eric Brewton, Maj Forsberg | ESPN |
| 11 octobre 2015 20h30 EDT | Rapport | Égalité dans la série 2 à 2                                |                                             |                                                 |  | Gainbridge Fieldhouse Affluence : 10 582 Arbitres : Sue Blauch, Eric Brewton, Maj Forsberg | ESPN |

Match 5
| 14 octobre 2015 20h00 EDT | Rapport | Lynx du Minnesota 69, Fever de l'Indiana 52             | Lynx du Minnesota 69, Fever de l'Indiana 52 | Lynx du Minnesota 69, Fever de l'Indiana 52                   |  | Target Center Affluence : 18 933 Arbitres : Michael Price, Denise Brooks, Roy Gulbeyan | ESPN2 |
| 14 octobre 2015 20h00 EDT | Rapport | Score par quart-temps : 15-17, 12-4, 21-8, 21-23        |                                             |                                                               |  | Target Center Affluence : 18 933 Arbitres : Michael Price, Denise Brooks, Roy Gulbeyan | ESPN2 |
| 14 octobre 2015 20h00 EDT | Rapport | Score par mi-temps : 27-21, 42-31                       |                                             |                                                               |  | Target Center Affluence : 18 933 Arbitres : Michael Price, Denise Brooks, Roy Gulbeyan | ESPN2 |
| 14 octobre 2015 20h00 EDT | Rapport | Sylvia Fowles (20) Rebekkah Brunson (14) Maya Moore (5) | Points Rebonds Passes d.                    | Tamika Catchings (18) Tamika Catchings (11) Deux joueuses (3) |  | Target Center Affluence : 18 933 Arbitres : Michael Price, Denise Brooks, Roy Gulbeyan | ESPN2 |
| 14 octobre 2015 20h00 EDT | Rapport | Minnesota remporte le titre 3 à 2.                      |                                             |                                                               |  | Target Center Affluence : 18 933 Arbitres : Michael Price, Denise Brooks, Roy Gulbeyan | ESPN2 |

## Statistiques et Récompense
| Catégorie                        | Équipe                                   | Stat. |
| -------------------------------- | ---------------------------------------- | ----- |
| Points par match                 | Sky de Chicago                           | 82,7  |
| Rebonds par match                | Shock de Tulsa                           | 36,5  |
| Passes par match                 | Sky de Chicago                           | 20,0  |
| Interceptions par match          | Lynx du Minnesota Sparks de Los Angeles  | 7,7   |
| Contres par match                | Mercury de Phoenix                       | 8,3   |
| Pertes de balles par match (min) | Shock de Tulsa                           | 9,0   |
| Pertes de balles par match (max) | Fever de l'Indiana Sparks de Los Angeles | 14,0  |
| Pourcentage de réussite          | Sky de Chicago                           | 47,3% |
| Pourcentage à 3 points           | Mercury de Phoenix                       | 44,9% |
| Pourcentage aux lancers francs   | Sky de Chicago                           | 85,7% |
| Différentiel de points (+)       | Mercury de Phoenix                       | +12,3 |
| Différentiel de points (-)       | Shock de Tulsa                           | -28,5 |

| Catégorie                      | Joueuse              | Équipe         | Stat. |
| ------------------------------ | -------------------- | -------------- | ----- |
| Points par match               | Maya Moore           | Minnesota      | 23,4  |
| Rebonds par match              | Candace Parker       | Los Angeles    | 10,7  |
| Passes par match               | Courtney Vandersloot | Chicago        | 7,7   |
| Interceptions par match        | Maya Moore           | Minnesota      | 2,3   |
| Contres par match              | Brittney Griner      | Phoenix        | 4,5   |
| Ballons perdus par match       | Candace Parker       | Los Angeles    | 3,7   |
| Minutes jouées par match       | Deux joueuses        | Deux joueuses  | 38,3  |
| Pourcentage de réussite        | Sylvia Fowles        | Minnesota      | 62,2% |
| Pourcentage à 3 points         | Ivory Latta          | Washington     | 52,4% |
| Pourcentage aux lancers francs | Trois joueuses       | Trois joueuses | 93,3% |

- MVP des Finales WNBA :  Sylvia Fowles (Lynx du Minnesota)[27]

## Pour approfondir